# Хъшове
Вижте пояснителната страница за други значения на Хъшове.
„Хъшове“ е театрална пиеса, драма от Иван Вазов от 1884 година.
В нея се описват животът на хъшовете във Влашко – български емигранти, които, мизерствайки, търсят средства за борба за освобождението на България от османска власт. Тя е пригаждане за сцена на Вазовата повест „Немили-недраги“.
Образите на редица от основните герои са изградени на действителни личности: прототип на Странджата е Никола Странджата (знаменосец в четата на Филип Тотю), на Македонски – Христо Македонски (макар че съществуват мнения, че Вазов е бил силно повлиян от Ст. Стамболов при създаването на характера, а изборът на името е бил произволен), на Владиков – Иван Владиков, на младия Бръчков - Илия Станчов Бръчков.
Според приложението на вестник „Капитал“, драмата сред първите „представи“ на новосъздадения Български народен театър през 1904 г., с участието на Кръстьо Сарафов, Гено Киров и Иван Попов. Затова авторът на статията Асен Константинов нарича „Хъшове“ емблематично заглавие за театъра.
Пиесата на Вазов е филмирана в сериала „Хъшове“ от 2009 г.